# ブームアップ
株式会社ブームアップ（英: Boom up Inc.）は、テレビ番組の企画･制作やイベントの運営等を行うプロダクション会社である。日本テレビ系列のバラエティ番組制作が多い。

## 会社概要

### 所在地
- 本社：〒105-0021 東京都港区東新橋2-5-4 菅家ビル4F

### 役員
- 代表取締役：小川明人
- 取締役：井関悦子
- 執行役員：松島美由紀、斎藤一宏、竹内潤

### 取引先会社

#### テレビ局
- 日本テレビ放送網
- TBSテレビ
- フジテレビジョン
- テレビ東京
- テレビ朝日
- BS-TBS

#### プロダクション会社
- 日テレアックスオン
- えすと
- 創輝
- SION

## 所属スタッフ
- 小川明人（プロデューサー）
- 松島美由紀（プロデューサー）
- 斎藤一宏（プロデューサー）
- 辻正記（プロデューサー）
- 笠間有美（プロデューサー）
- 大城麻世（プロデューサー）
- 大嶽一豪（ディレクター）
- 須磨洋太（ディレクター）
- 吉田尚行（ディレクター）
- 竹内潤（ディレクター）

## 主な制作番組
☆＝スタッフ派遣

### 現在
レギュラー
- アナザースカイ（日本テレビ）
- おしゃれクリップ（日本テレビ）
- メシドラ〜兼近&真之介のグルメドライブ〜（日本テレビ）☆
- 上田と女が吠える夜（日本テレビ）☆
- 沸騰ワード10（日本テレビ）☆
- Going!Sports&News（日本テレビ）☆
- くりぃむクイズ ミラクル9（テレビ朝日）☆
- ニンゲン観察バラエティモニタリング（TBS）☆
- 田中ウルヴェ京のココロラボ（BS-TBS）
- TVerで学ぶ！最強の時間割（TVer）☆

特番・単発
- 24時間テレビ 「愛は地球を救う」・チャリティーマラソン
- 東京マラソン（日本テレビ）（フジテレビ）
- 大阪マラソン（読売テレビ）
- 横浜マラソン（テレビ神奈川）
- 福岡マラソン（九州朝日放送）

企業動画
- サーティワンアイスクリーム
- 公文
- 水の週間実行委員会
- アンパンマンこどもミュージアム公式youtubeチャンネル
- 日テレＨＲ

### 過去
レギュラー
- おしゃれカンケイ（日本テレビ）☆
- サンクチュアリ/大人の聖域（日本テレビ）
- 汐留スタイル!（日本テレビ）☆
- THE・サンデー（日本テレビ）☆
- おすぎとピーコの金持ちA様×貧乏B様（日本テレビ）☆
- 億万のココロ・愛しのマネー$伝説（日本テレビ）☆
- クエス・ファイブ（テレビ東京）☆
- 裏ジャニ（テレビ東京）☆
- クリック!（日本テレビ）☆
- Ya-ya-yah（テレビ東京）☆
- 金のA様×銀のA様（日本テレビ）☆
- 世界!超マネー研究所※（日本テレビ）☆
- 中井正広のブラックバラエティ（日本テレビ）☆
- 世界まる見え!テレビ特捜部（日本テレビ）☆
- 世界一受けたい授業（日本テレビ）☆
- 未来予報2011（日本テレビ）
- 未来予報201X（日本テレビ）
- ミラクル☆シェイプ（日本テレビ）☆
- オジサンズ11（日本テレビ）☆
- 今田ハウジング（日本テレビ）
- おしゃれイズム（日本テレビ）
- メレンゲの気持ち（日本テレビ）☆
- ぐるぐるナインティナイン（日本テレビ）☆
- 天才！志村どうぶつ園（日本テレビ）☆
- トシガイ（日本テレビ）
- ハッピーミックス（日本テレビ）
- ズームイン!!SUPER（日本テレビ）☆
- それいけ!アンパンマンくらぶ（BS日テレ）☆
- ひみつのアラシちゃん!（TBS）☆
- シアワセ結婚相談所（日本テレビ）☆
- 怪盗100面相（日本テレビ）
- コレってアリですか?（日本テレビ）☆
- がっちりアカデミー!!（TBS）☆
- なるほど!ハイスクール（日本テレビ）☆
- 世紀の和解SHOW（日本テレビ）☆
- 地球の最先端をスクープ!SCOOPER（日本テレビ）☆
- 芸能★BANG!（日本テレビ）☆
- KAT-TUNの絶対マネたくなるTV（日本テレビ）☆
- 今夜くらべてみました（日本テレビ）
- あにまるまにあ（テレビ神奈川）
- くりぃむVS林修!クイズサバイバー（テレビ朝日）☆
- 東野・岡村の旅猿〜プライベートでごめんなさい〜 （日本テレビ）☆
- おためしポシュレちゃん（日本テレビ）
- 猫のひたいほどワイド（テレビ神奈川）
- 鳴呼!!みんなの動物園（日本テレビ）☆
- ZIP!（日本テレビ）
- 世界くらべてみたら（TBS）☆
- バナナマンのせっかくグルメ！（TBS）☆
- 格闘DREAMERS（TBS）☆
- こちら「トレンディーマーケット」編集部（日本テレビ）
- もしもで考える…なるほど！なっとく塾（BSフジ）
- ゼロイチ（日本テレビ）☆
- Creator's Space（日本テレビ）

特番・単発
- 第24回全国高等学校クイズ選手権（日本テレビ）☆
- ものまねバトル（日本テレビ）☆
- 大笑点（日本テレビ）
- 世界の絶景100選II（フジテレビ）☆
- 驚き!謎マネー100連発・世間を騒がすアノ値段一挙公開スペシャル3（日本テレビ）☆
- ピン子のウィークエンダーリターンズ2005（日本テレビ）☆
- Shall we dance?〜オールスター有名人社交ダンス選手権〜（日本テレビ）☆
- バリューナイトフィーバー（日本テレビ）☆
  - 運命の言霊
  - 時間無制限100本勝負 最強お笑い芸人決定戦
- ダウンタウンvs魔術師Dr.レオン!! 絶対見破るぞ史上最強マジックSP（日本テレビ）☆
- 世界の超決定的瞬間まさかの大事件スペシャル（日本テレビ）☆
- ザ・プラチナチケット 〜君のために歌いたい〜（日本テレビ）☆
- 間寛平アースマラソン（日本テレビ）
- ワールドべたペディア（日本テレビ）
- 安室奈美恵　平成の歌姫 （日本テレビ）
- ～本当は教えたくない～切り札ツアー!! （日本テレビ）
- グッチョイス（東京MX）
- All over the World　〜山下智久と世界で出逢う〜 （日本テレビ）
- HAPPY クリスマス おもちゃ屋MISIA （日本テレビ/Hulu）
- ボイメン魂品 （日本テレビ）
- なすなかデパート外商部 （BS日テレ）
- 恋する36時間 （日本テレビ）
- 世界ZOO旅行 一度は行きたい！世界のスゴイ動物園！ （BS日テレ）
- THE MAKERS～突破の条件～ (テレビ東京)
- チバジン what a beautiful life （チバテレ）
- にっぽん！庭泊ひとり旅 （BS日テレ）
- 推し匠さんの幻ツアー （日本テレビ）
- にっぽん！推し活ライフ ～トキメキ熱中女性たち～（BS11）
- ５ライフセーバーズ（日本テレビ）
- ヒロシの単車放浪記（BS日テレ）
- From パリ to 東京 ～Journey to ANOTHER SKY～（日本テレビ）